# دانشنامهٔ فلسفه (مک‌میلان)

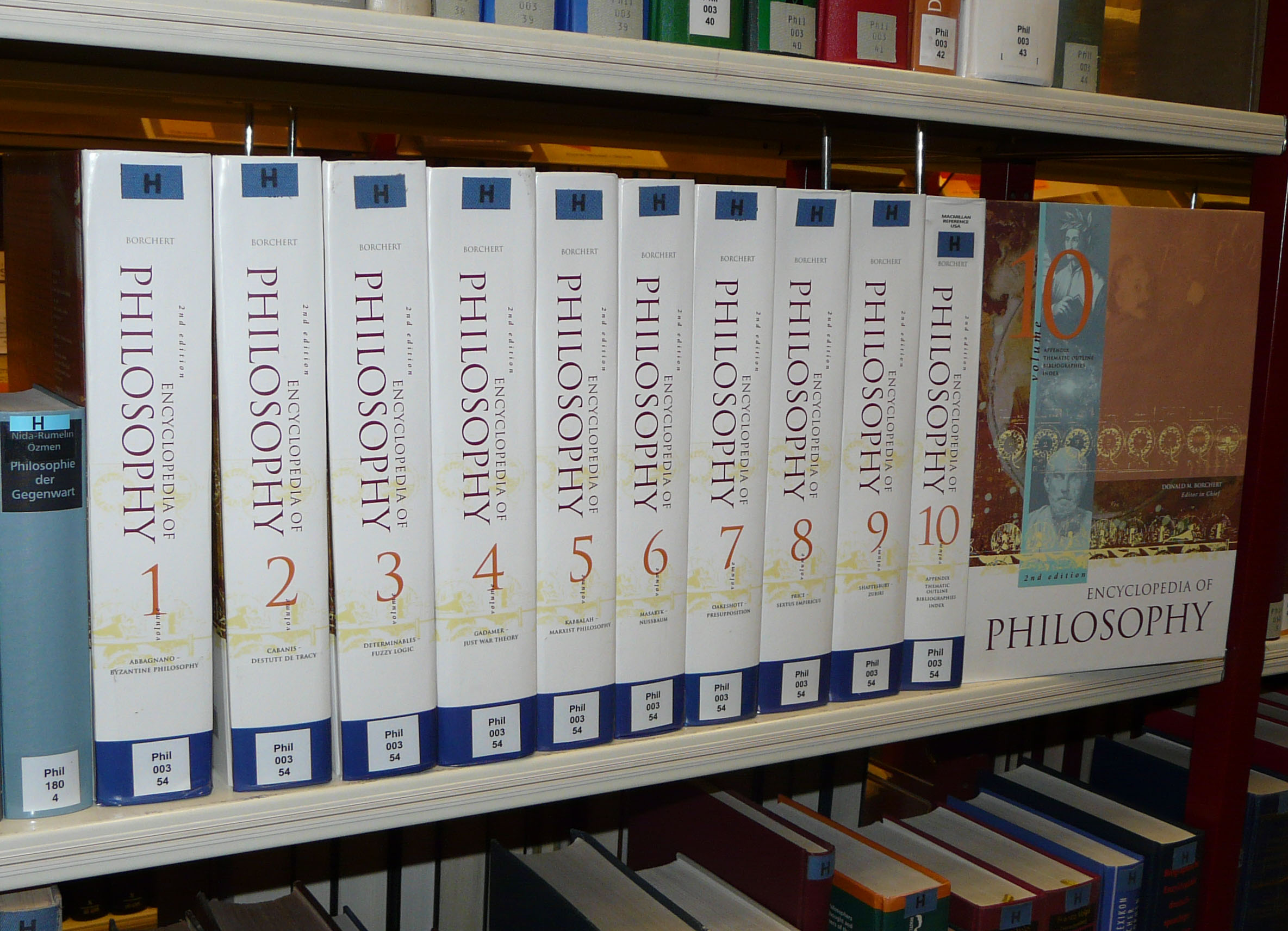
دانشنامهٔ فلسفه، ویراست دوم

دانشنامهٔ فلسفه (به انگلیسی: The Encyclopedia of Philosophy) یکی از دانشنامه‌های بسیار مهم فلسفه در زبان انگلیسی است. نخستین ویرایش این دانشنامه را پل ادواردز (فیلسوف) (۱۹۲۳-۲۰۰۴) انجام داد که انتشارات مک‌میلان آن را به دو صورت چاپ و منتشر کرد: در سال ۱۹۶۷ در قالب مجموعه‌ای ۸جلدی و در سال ۱۹۷۲ در قالب مجموعه‌ای ۴جلدی. این چاپ اخیر نیز همهٔ مطالب چاپ ۸جلدی را در بر دارد.
در سال ۱۹۹۶، فیلسوف و مدرس کانادایی‌تبار، دونالد ماروین بورچرت (زادهٔ ٢٣ می ۱۹۳۴)، برای چاپ نخست این دانشنامه یک جلد «ضمیمه» نوشت. این جلد که گاه از آن به‌عنوان جلد نهم دورهٔ ۸جلدی (۱۹۶۷) یا جلد پنجم دورهٔ ۴جلدی (۱۹۷۲) یاد می‌کنند (اگرچه در کتاب، هیچ‌کجا، عبارات «جلد ۹» یا «جلد ۵» نیامده‌اند) حاوی مقالاتی دربارهٔ تحولات فلسفه طی سال‌های ١۹۶٧ تا ۱۹۹۶ است که مباحث تازه، نویافته‌های پژوهشی و مدخل‌های جدید یا صورت اصلاح‌شدهٔ مدخل‌های قدیم را شامل می‌شود.
ویراست دوم این دانشنامه را نیز بورچرت به‌انجام رساند که گروه گیل در سال ۲۰۰۶ و در قالب ۱۰ جلد آن را منتشر کرد. جلدهای ١ تا ٩ حاوی مقالات به ترتیب حروف الفبا هستند. مدخل‌های این ویراست تازه در ۹ جلد نخست و به‌ترتیب الفبایی آمده‌اند. جلد ١٠ شامل این بخش‌ها می‌شود:
- پیوست (صص. ۱-۴۸)، حاوی ‌نویافته‌ها و افزوده‌های مدخل‌های جلدهای پیشین در جلدهای قبل؛
- نمای موضوعی محتوا (صص. ۴۹-۶۶)؛
- کتاب‌شناسی‌ها (صص.۶۷-۱۷۷)؛
- نمایه (صص. ۱۷۹-۶۷۱).

## همچنین ببینید
- دانشنامهٔ اینترنتی فلسفه
- دانشنامهٔ فلسفهٔ راتلج
- دانشنامهٔ فلسفهٔ استنفورد